# WPLJ
WPLJ (95.5 FM) es una radioemisora no comercial en Nueva York, Estados Unidos. Es propiedad de Educational Media Foundation y es operada por Educational Media Foundation. WPLJ transmite un formato de música cristiana contemporánea como parte de la red K-Love. El sitio de transmisión de la estación está ubicado en el Empire State Building. WPLJ transmite una señal digital por HD Radio.
WPLJ emitía una variedad de formatos musicales. Era una estación album-oriented rock notable en los años 1970. Más recientemente, como "95.5 PLJ", la estación estaba transmitiendo un formato de hot adult contemporary (hot AC). Sus estudios anteriores estaban ubicados en 2 Penn Plaza, Midtown Manhattan.

## Historia

### Primeros años
La radioemisora hizo su primera transmisión el 4 de mayo de 1948 como WJZ-FM según su anterior estación hermana, WJZ (770 AM, ahora WABC). En marzo de 1953, cambió su indicativo a WABC-FM después de la fusión de su propietario, American Broadcasting Company (ABC), con United Paramount Theatres. La radioemisora FM era una transmisión simultánea con WJZ/WABC y transmitía una variedad de programas. En 1968, WABC-FM transmitía un formato de música rock progresivo automatizado llamado "Love".

### WPLJ
A principios de 1971, WABC-FM comenzó a emitir un formato album-oriented rock (AOR). El 14 de febrero de 1971, la estación cambió su indicativo a WPLJ. La sigla derive de una canción versionada por The Mothers of Invention, titulada "W-P-L-J", que fue grabada  originalmente por Four Deuces. Las siglas significan "White Port and Lemon Juice" (vino de Oporto blanco y jugo de limón).
En 1983, WPLJ cambió su formato de AOR a contemporary hit radio (CHR). En 1992, cambió a hot adult contemporary (hot AC).

### Era de Educational Media Foundation
El 13 de febrero de 2019, Cumulus vendió WPLJ y cinco otras radioemisoras a Educational Media Foundation (EMF) por 103,5 millones de dólares. Se espera que la venta cierre a mediados de año. EMF, una radiodifusora no lucrativa que transmite música cristiana, terminó la emisión de WPLJ como estación comercial el 31 de mayo y comenzó la radiodifusión de K-Love, su propia red de música cristiana contemporánea. EMF retendrá el indicativo.